# Szeweliwka
Szeweliwka (ukr. Шевелівка) – wieś na Ukrainie, w obwodzie charkowskim, w rejonie iziumskim, w hromadzie Bałaklija. W 2001 liczyła 1137 mieszkańców, spośród których 623 wskazało jako ojczysty język ukraiński, 512 rosyjski, 1 węgierski, a 1 inny.